# Лейбсон, Дэвид
Дэвид Лейбсон (англ. David I. Laibson; род. 26 июня 1966) — американский экономист, один из крупнейших специалистов в области нейроэкономики и поведенческой экономики. 
Член Национальной академии наук США (2019) и Американского философского общества (2022).
Бакалавр Гарвардского университета (1988); магистр Лондонской школы экономики (1990); степень доктора философии получил в Массачусетском технологическом институте (1994). В настоящее время — профессор Гарварда.
Квазигиперболические модели дисконтирования Лейбсона развивали и использовали такие экономисты как Мэттью Рабин, Тед О'Донохью, Джонатан Грубер и некоторые другие.

## Основные произведения
- Economic Implications of Extraordinary Movements in Stock Prices, 1989 (в соавторстве с Б. Фридменом)
- The Economic Approach to Social Capital, 2002 (в соавторстве с Э. Глезером и Б. Сакердотом)